# Orzesznica siewna
Orzesznica siewna (Lygeum spartum Loefl. ex L.) – gatunek rośliny z rodziny wiechlinowatych. Reprezentuje monotypowy rodzaj orzesznica Lygeum. Zasięg tego gatunku obejmuje rejon Morza Śródziemnego – rośnie w północnej Afryce od Maroka po Egipt, w Jordanii i na Cyprze, poza tym w południowej Europie – w Hiszpanii, we Włoszech i na Krecie. Rośnie w formacjach trawiastych na piaszczystych na wybrzeżach, w miejscach zasolonych.
Roślina należy do grupy traw zwanych esparto, wykorzystywanych jako rośliny włóknodajne w basenie Morza Śródziemnego. Z orzesznicy wyrabia się maty, kapturki na butelki wina, papier i sznury.

## Morfologia

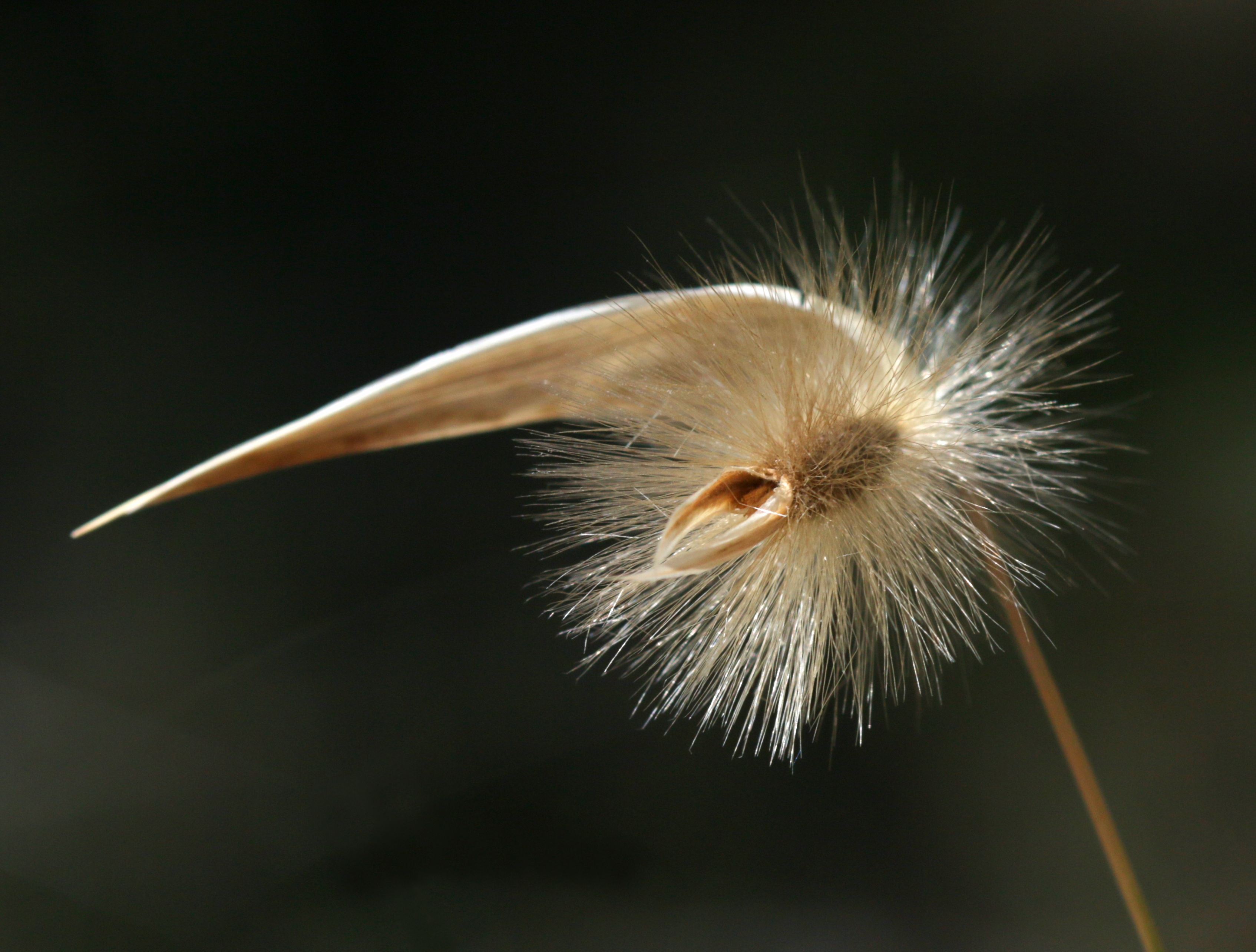

PokrójTrawa o sztywnych źdźbłach zmiennej wysokości, wieloletnia, kłączowa.
LiścieBlaszki liściowe zrolowane, sitowate, o szerokości do 1,5 mm, nagie, na końcu skręcone. Języczek liściowy do 6–7 mm długości.
KwiatyZebrane tylko po dwa w pojedyncze kłoski na szczycie źdźbła, wsparte okazałą, białawą, pochwiastą podsadką. Kłosek jest bez plew, natomiast plewki są zrośnięte od dołu ze sobą i pokryte długimi, jedwabistymi włoskami.

## Systematyka
Gatunek z monotypowego rodzaju orzesznica Lygeum Loefling in Linnaeus, Gen. ed. 5. 27. Aug 1754 (syn. Linosparton Adanson. Rodzaj należy do rodziny wiechlinowatych (Poaceae), a w jej obrębie do podrodziny wiechlinowych (Pooideae), plemienia Lygeeae.